# Max Werner Lenz
Max Werner Lenz (* 7. Oktober 1887 in Kreuzlingen; † 31. Oktober 1973 in Bassersdorf; eigentlich Max Werner Russenberger) war ein Schweizer Schauspieler, Regisseur, Kabarettist und Autor.

## Leben
Max Werner Lenz wuchs als Sohn eines Bankangestellten in Kreuzlingen auf. Er besuchte die Kunstgewerbeschule (mit dem Fach Stickereidesign) in St. Gallen. Nach seiner Schauspielerausbildung war er 1918 am Zürcher Stadttheater engagiert. Er leitete das Deutsche Theater im rumänischen Hermannstadt. In Dessau, München und Frankfurt am Main übernahm er Bühnenrollen und führte Regie. Nach seiner Rückkehr in die Schweiz schrieb er zunächst vor allem satirische Feuilleton-Texte für die NZZ und Hörspiele.
Von 1934 bis 1945 war er als Autor, Regisseur und Schauspieler am Zürcher Cabaret Cornichon beteiligt. Nach seinem Ausstieg schrieb er unter anderem Kabarett-Texte für das Cabaret Fédéral und für Soloprogramme von Elsie Attenhofer, zwei Romane und einen Gedichtband. In mehreren Schweizer Filmen bekleidete er Nebenrollen, wie etwa im Werk Es geschah am hellichten Tag (1958), oder arbeitete am Drehbuch mit. Im Film Mier lönd nöd lugg von 1940 spielte Lenz neben Lisa Della Casa, Paul Hubschmid und Max Knapp.
1970 wurde er Ehrenbürger von Bassersdorf, wo er seit 1936 wohnhaft war und wo er 1973 auch starb.

## Auszeichnungen
- 1946 1. Preis des literarischen Wettbewerbs der Büchergilde Gutenberg

## Werke

### Bücher
- Heil dir Helvetia! Komödie in 3 Akten. Volksverlag, Elgg o. J. (ca. 1935)
- Cornichons. Verse aus dem Cabaret Cornichon (mit Walter Lesch). Volksverlag, Elgg 1937
- Fahrerin Scherrer. Roman. Büchergilde Gutenberg, Zürich 1946
- Lyrische Reise. Gedichte. Artemis, Zürich 1949
- Möckli und die Frauen. Humoristischer Roman. Artemis, Zürich 1954
- Die Urschweiz. Mit Zeichnungen von Elsie Attenhofer. Steingrüben, Stuttgart 1954

### Tondokumente
- Vater, ist’s wahr? (mit Zarli Carigiet und Gion Janett, unter der Leitung von Hans Gmür). Ex Libris, Zürich 1960
- Chansons von Max Werner Lenz. Gesang: Elsie Attenhofer. Begleitung: Heinz-Brüning-Trio. DGG, Hamburg 1963
- Erotik in der Schweiz (von Elsie Attenhofer und Georges Weiss). Ex Libris, Zürich 1963; Gold Records, Oberrieden 1986
- Die Seelenvolle. Gesang: Elsie Attenhofer. Begleitung: Heinz-Brüning-Trio. DGG, Hamburg 1965

## Filmografie
- 1933: Wie d’Warret würkt
- 1935: Jä-soo!
- 1935: Zyt ischt Gält
- 1938: Füsilier Wipf
- 1939: Sonnige Jugend
- 1940: Mir lönd nüd lugg
- 1940: Verena Stadler
- 1940: Das Weyerhuus
- 1940: Der achti Schwyzer
- 1941: Bider der Flieger
- 1942: Menschen, die vorüberziehen
- 1942: De Wyberfind
- 1942: Der Schuss von der Kanzel
- 1943: Wilder Urlaub
- 1947: § 51 – Seelenarzt Dr. Laduner (Matto regiert)
- 1953: Sie fanden eine Heimat (Unser Dorf)
- 1957: Konditorei Zürrer (Bäckerei Zürrer)
- 1957: Die Angst vor der Gewalt (Der 10. Mai)
- 1958: Es geschah am hellichten Tag
- 1958: Abendstunde im Spätherbst (TV)
- 1958: Die Käserei in der Vehfreude
- 1959: Café Odeon
- 1959: Hast noch der Söhne ja...?
- 1960: Der Herr mit der schwarzen Melone
- 1960: Professor Toti (TV)
- 1960: Anne Bäbi Jowäger 1. Teil
- 1960: Der Teufel hat gut lachen
- 1961: Die Gejagten
- 1961: Die Schatten werden länger
- 1961: Die Hazy Osterwald Story
- 1962: Drei erfolgreiche Sketchs (TV)
- 1965: Der Schmied seines Glückes (TV)
- 1967: Bonditis
- 1978: Anne Bäbi Jowäger